# Olkowicze
Olkowicze (biał. Алько́вічы) – wieś na Białorusi, w obwodzie mińskim, w rejonie wilejskim, do 1945 w Polsce, w województwie wileńskim, w powiecie wilejskim. Leży w sielsowiecie Ilia.

## Historia
W 1800 r. wieś należała do Leona Horaina, było w niej 10 domów, mieszkało 71 mieszkańców, znajdowała się cerkiew unicka i karczma, odbywały się dwa kiermasze rocznie. W 1866 r. wieś znajdowała się w wołoście Krajsk, w powiecie wilejskim, w guberni wileńskiej Imperium Rosyjskiego. Znajdował się tutaj kościół, odbywał się jeden kiermasz rocznie. W 1921 r. w miasteczku było 28 domów, mieszkało 170 mieszkańców. W latach 1920–1926 wieś była siedzibą gminy. W 1931 r. miasteczko leżało w gminie wiejskiej Ilia, były w nim 44 domy, mieszkało 311 mieszkańców. W 2003 r. we wsi było 20 domów, mieszkało 40 mieszkańców,znajdowała się tutaj przychodnia lekarska i sklep.
Do 28 maja 2013 roku wieś wchodziła w skład sielsowietu Olkowicze.

## Położenie
Wieś położona jest 43 km na wschód od Wilejki, 102 km od Mińska, 3 km na północ od drogi R 63.

## Parafia rzymskokatolicka
Parafia należy do dekanatu wilejskiego archidiecezji mińsko-mohylewskiej. Drewniany kościół parafialny Nawiedzenia Najświętszej Maryi Panny został zbudowany w 1722 roku przez biskupa Horaina. W latach 1897–1905 wybudowano z cegły kościół w stylu neogotyckim.